# Liste der Baudenkmäler in Augsburg-Stadtjägerviertel
In der Liste der Baudenkmäler im Stadtjägerviertel sind die Baudenkmäler im Augsburger Stadtbezirk Stadtjägerviertel im
Planungsraum Innenstadt
(I)
aufgelistet. Zu diesen Baudenkmälern gibt es auch eine Bildersammlung.
Diese Liste ist eine Teilliste der Liste der Baudenkmäler in Augsburg. Grundlage der Liste ist die Bayerische Denkmalliste, die auf Basis des bayerischen Denkmalschutzgesetzes vom 1. Oktober 1973 erstmals erstellt wurde und seither durch das Bayerische Landesamt für Denkmalpflege geführt und aktualisiert wird. Die folgenden Angaben ersetzen nicht die rechtsverbindliche Auskunft der Denkmalschutzbehörde.

## Ensembles

### Ensemble Gesundbrunnenstraße

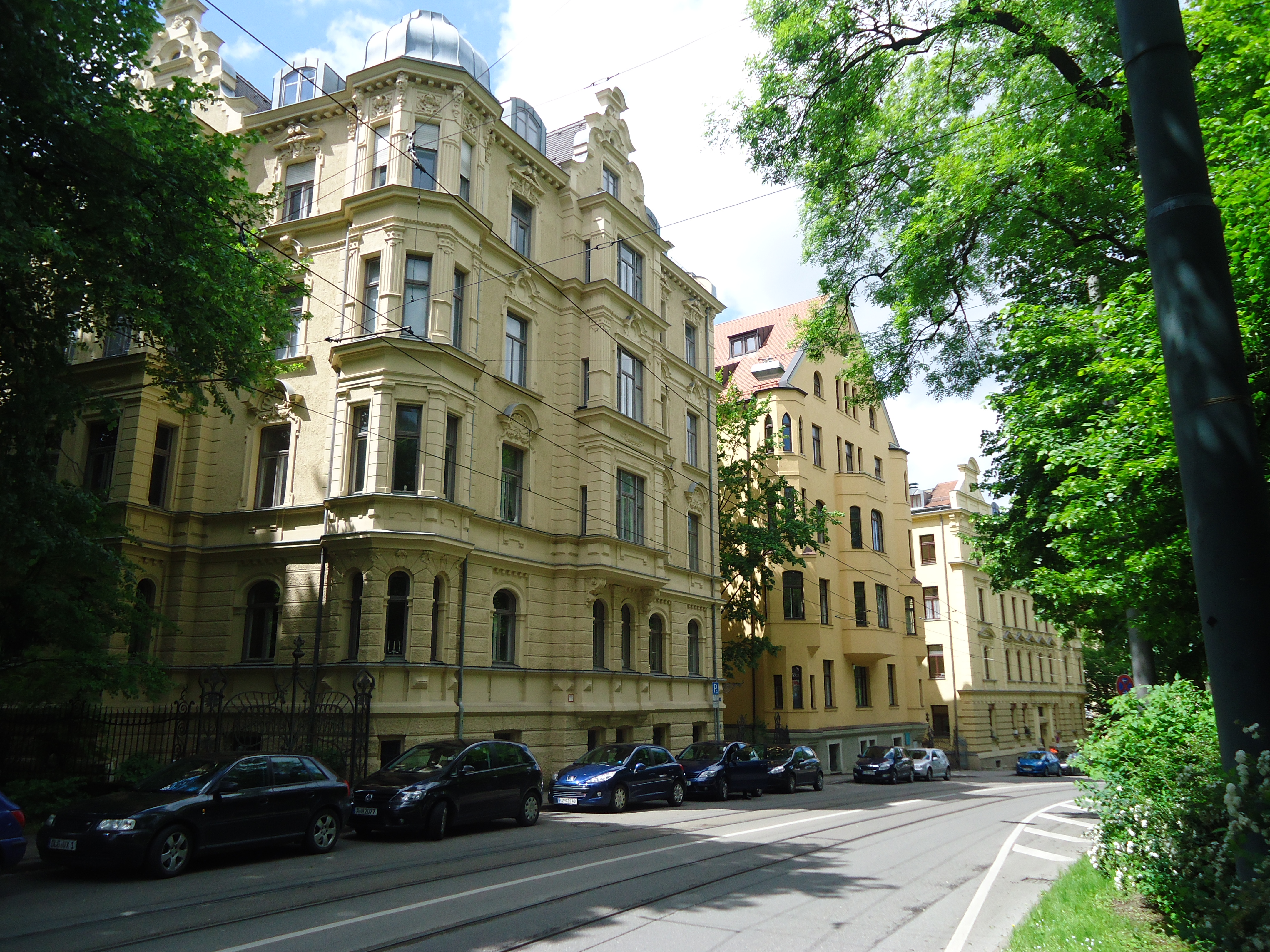
Ensemble Gesundbrunnenstraße

Das Ensemble umfasst das entlang der ehemaligen Wallanlagen vor dem Klinkertor im Nordwesten der Altstadt ab 1890 angelegte Wohnviertel in seinen original erhaltenen Teilen. Auf dem nach Norden hin abfallenden Gelände ist die Stilentwicklung der Architektur vom Historismus zum Heimatstil deutlich an der vornehmen Mietshausbebauung ablesbar. Der nur auf der Westseite bebauten Gesundbrunnenstraße liegt ein breiter Grünzug im Osten gegenüber, der an die Wallanlagen erinnert. Der Klinkerberg, von dem der untere Teil mit seiner gut erhaltenen Bebauung zum Ensemble gehört, und die Nibelungenstraße, deren östliche Bebauung das ursprüngliche Bild bewahrt hat, erschließen die inneren Bereiche des Wohnquartiers.
Aktennummer: E-7-61-000-8

## Einzelbauwerke
| Lage                                            | Objekt | Beschreibung | Akten-Nr.                | Bild                                            |
| ----------------------------------------------- | --- | --- | ------------------------ | ----------------------------------------------- |
| Frölichstraße 2 (Standort)                      | Villa, jetzt Polizeidirektion | Zweigeschossiger kubischer Walmdachbau mit Attikageschoss, Mittelrisaliten und Balkonerkern, klassizisierender Jugendstil, von Walter Krauß und Hermann Dürr, 1903/04 Einfriedung, gleichzeitig | D-7-61-000-264 Wikidata  | Villa, jetzt Polizeidirektion                   |
| Frölichstraße 4 (Standort)                      | Wohnhaus | Dreigeschossiger Traufseitbau mit Satteldach und spätklassizistischer Fassadengliederung, um 1870 | D-7-61-000-265 Wikidata  | Wohnhaus                                        |
| Frölichstraße 8 (Standort)                      | Mietshaus | Viergeschossiger Traufseitbau mit Mansardgiebeldach und Balkonerkern, in reduziert-historisierenden Formen, bezeichnet „1911“ | D-7-61-000-267 Wikidata  | Mietshaus                                       |
| Frölichstraße 16 (Standort)                     | Wohnhaus | Dreigeschossiger Traufseitbau mit Satteldach, spätklassizistisch, um 1860/70, mit älterem Gewölbekeller | D-7-61-000-268 Wikidata  | Wohnhaus                                        |
| Frölichstraße 20 a (Standort)                   | Wohnhaus des ehemaligen Gartenguts Tessari | Zweigeschossiger Walmdachbau mit Putzgliederung, um 1830/35 | D-7-61-000-1259 Wikidata | Wohnhaus des ehemaligen Gartenguts Tessari      |
| Gartenstraße 11 (Standort)                      | Kapelle der katholischen-apostolischen Gemeinde                                                                                               | Saalbau mit eingezogenem Chor, östlicher Portalädikula und kleinem Firstturm, nachklassizistisch, von August Thiersch, 1871/72, Anbau von Sakristei und Gemeinderaum im Westen 1885, mit Ausstattung | D-7-61-000-303 Wikidata  | Kapelle der katholischen-apostolischen Gemeinde |
| Gesundbrunnenstraße 1 (Standort)                | Mietshaus | Viergeschossiger Eckbau mit Kasten- bzw. Flacherker, polygonalem Eckturm und Risaliten mit geschweiften Zwerchgiebeln, in Formen der deutschen Renaissance, von Ambros Bresele, 1898–1900 Vorgarteneinfriedung, Jugendstil, wohl gleichzeitig | D-7-61-000-320 Wikidata  | Mietshaus                                       |
| Gesundbrunnenstraße 5 (Standort)                | Mietshaus | Viergeschossiger Eckbau mit spitzwinkligem Eckrisalit mit überkuppeltem Rundturm im Norden und Eckrisalit mit Zwerchhausgiebel im Süden, Neurenaissance, von Ambros Bresele, bezeichnet „1900“ | D-7-61-000-321 Wikidata  | Mietshaus                                       |
| Gesundbrunnenstraße 7 (Standort)                | Mietshaus | Viergeschossiger Blankziegelbau mit Risaliten mit geschweiften Zwerchhausgiebeln und Sandsteingliederungen mit gotisierenden Elementen, um 1890/1900 Vorgarteneinzäunung, wohl gleichzeitig | D-7-61-000-322 Wikidata  | Mietshaus                                       |
| Klinkerberg 6 (Standort)                        | Mietshaus | Viergeschossiger Bau mit Flacherkern, geschweiften Ziergiebeln und barockisierender Fassadengliederung, um 1900 | D-7-61-000-565 Wikidata  | Mietshaus                                       |
| Klinkerberg 8 (Standort)                        | Mietshaus | Viergeschossiger Bau mit rundem Eckerker und Fassadengestaltung in Formen der italienischen Renaissance, von Ambros Bresele, Ende 19. Jahrhundert | D-7-61-000-566 Wikidata  | Mietshaus                                       |
| Klinkerberg 32 (Standort)                       | Wohn- und Geschäftshaus | Viergeschossiger Bau mit floral dekorierten Putzfeldern und neugotischen Elementen, vor 1905 | D-7-61-000-567           | weitere Bilder                                  |
| Kurze Wertachstraße 16 a (Standort)             | Mietshaus | Dreigeschossiger Eckbau mit Putzgliederung, Erker und Zwerchgiebeln, um 1900 | D-7-61-000-1441 Wikidata | Mietshaus                                       |
| Langenmantelstraße 1 (Standort)                 | Ehemaliges Telegraphenamt | Viergeschossiger Haupttrakt (Fernamt) mit zwei Querflügeln und zwei niedrigeren Seitenflügeln, einheitliche Anlage mit Walmdächern in modern-sachlichen Formen, nach Entwurf von Robert Vorhoelzer unter Mitarbeit von Georg Werner und Heinrich Götzger, 1925/26 Brunnenanlage, Zierhof mit Brunnenbecken, von Fritz Beck, um 1930 Einfriedung, Hausteinmauer mit Eisengittern, wohl gleichzeitig | D-7-61-000-606 Wikidata  | Ehemaliges Telegraphenamt                       |
| Nibelungenstraße 14 (Standort)                  | Villa | Zweigeschossiger Walmdachbau mit eingeschossigem Seitenflügel, in traditionalistischen Bauformen, 1925 | D-7-61-000-1228 Wikidata | weitere Bilder                                  |
| Nibelungenstraße 17 (Standort)                  | Ehemalige Villa Strauß | Zweigeschossiger kubischer Flachdachbau, Neue Sachlichkeit, von Fritz Landauer, 1930 | D-7-61-000-1229 Wikidata | weitere Bilder                                  |
| Nibelungenstraße 18 (Standort)                  | Wohnhaus | über Kellersockel gestelzter zweigeschossiger Massivbau mit Walmdach, für Direktor Otto Fessmann, von Baugeschäft L. & E. Gesswein 1924; mit Einfriedung | D-7-61-000-1978          | Wohnhaus                                        |
| Nibelungenstraße 22 (Standort)                  | Mietshaus | Viergeschossiger Bau mit Flacherkern, Volutengiebel über dem Eingangsbereich und reich gegliederter Fassade im Neubarockstil, bezeichnet „1897“ | D-7-61-000-746 Wikidata  | Mietshaus                                       |
| Schaezlerstraße 34, Volkhartstraße 9 (Standort) | Mietshaus | Dreigeschossige Walmdachbauten mit Mezzanin, Flacherkern und Mittelrisaliten, zusammen mit Volkhartstraße 9 entlang der Frölichstraße gruppierte Anlage in Formen der italienischen Renaissance, von Architekt Hörmann, um 1880, vergleiche die spiegelbildlich entsprechende Baugruppe Schaezlerstraße 32/Volkhartstraße 7                                                                        | D-7-61-000-875 Wikidata  | Mietshaus                                       |
| Schaezlerstraße 36, 38, 40 (Standort)           | Mietshausgruppe | Dreiteilige dreigeschossige Anlage mit akzentuiertem und erhöhtem Mittelbau, Neurenaissance, vor 1882 | D-7-61-000-876 Wikidata  | Mietshausgruppe                                 |
| Stadtjägerstraße 10 (Standort)                  | Ehemalige Kraftwagenhalle, Telegraphen- und Fernsprechbezirksgebäude der Reichspost, jetzt Fernmeldeamt mit Lehrwerkstätten und Fahrzeughalle | Ausgedehnte und in der Höhenentwicklung differenzierte Anlage aus sechs Flügeln, mit Werkstättenhof an der Stadtjägerstraße und Fahrzeughof an der Blumenstraße, klinkerverblendete Stahlbetonbauten in modern-sachlichen Formen, von Georg Werner, 1927 | D-7-61-000-980 Wikidata  | weitere Bilder                                  |